# Edina Knapek
Edina Monika Knapek, née le 5 octobre 1977 à Budapest, est une escrimeuse hongroise pratiquant le fleuret.

## Palmarès
- Championnats du monde d'escrime
  -  Médaille de bronze aux Championnats du monde d'escrime 2005 à Leipzig
  -  Médaille de bronze aux Championnats du monde d'escrime 2002 à Lisbonne
- Championnats d'Europe d'escrime
  -  Médaille d'or par équipes aux Championnats d'Europe d'escrime 2007 à Gand
  -  Médaille d'argent par équipes aux Championnats d'Europe d'escrime 2001 à Coblence
  -  Médaille d'argent par équipes aux Championnats d'Europe d'escrime 2002 à Moscou
  -  Médaille d'argent par équipes aux Championnats d'Europe d'escrime 2008 à Kiev
  -  Médaille de bronze aux Championnats d'Europe d'escrime 2011 à Sheffield
  -  Médaille de bronze aux Championnats d'Europe d'escrime 2001 à Coblence
  -  Médaille de bronze par équipes aux Championnats d'Europe d'escrime 1999 à Bolzano